# Here Comes the Rain Again
Singles de Eurythmics
Right by Your Side
(1983) Sexcrime (Nineteen Eighty-Four)
(1984)
Here Comes the Rain Again est une chanson du duo britannique Eurythmics. Elle a été écrite par les membres du groupe Annie Lennox et Dave Stewart et produit par Stewart. La chanson fut le troisième single extrait de l'album Touch au Royaume-Uni et le premier aux États-Unis.
La vidéo est tournée à proximité du Old Man of Hoy aux îles Orcades en Écosse.

## Liste des pistes
45 tours
- A : Here Comes the Rain Again (single version) – 3:50
- B : Paint a Rumour (version éditée) – 4:00

Maxi 45 tours
- A : Here Comes the Rain Again (version longue)(1) – 5:05
- B1 : This City Never Sleeps (en public, San Francisco 1983) – 5:30
- B2 : Paint a Rumour (version longue)(1) – 8:00

(1) : Il s'agit des versions présentes sur l'album, sauf qu'elles durent respectivement 11 et 28 secondes de plus.

## Classements et certifications
| Classement (1984)                      | Meilleure position |
| -------------------------------------- | ------------------ |
| Australie (ARIA)                       | 16                 |
| Belgique (Flandre Ultratop 50 Singles) | 15                 |
| Canada (50 Singles)                    | 8                  |
| États-Unis (Billboard Hot 100)         | 4                  |
| Irlande (IRMA)                         | 8                  |
| Norvège (VG-lista)                     | 10                 |
| Nouvelle-Zélande (RMNZ)                | 32                 |
| Pays-Bas (Nederlandse Top 40)          | 33                 |
| Royaume-Uni (UK Singles Chart)         | 8                  |
| Suède (Sverigetopplistan)              | 20                 |
| Suisse (Schweizer Hitparade)           | 19                 |

| Pays              | Certification |
| ----------------- | ------------- |
| Royaume-Uni (BPI) | Argent        |
| Canada (CRIA)     | Or            |